# Musée Endel Taniloo
Le Musée Endel Taniloo (estonien : Skulptor Endel Taniloo kortermuuseum) est un musée à Tartu en Estonie.

## Présentation
L'appartement-musée du sculpteur Endel Taniloo est un musée  dont l'exposition est constituée d'œuvres d'Endel Taniloo.
Le musée a été fondé en tant qu'atelier-musée en 2005 par le sculpteur Endel Taniloo dans son ancienne résidence,. 
son fils Urmas Taniloo et son petit-fils Joonas gèrent le musée depuis la mort du sculpteur. 

### Collection
Plus de 200 œuvres d'Endel Taniloo sont exposées dans le musée, dont les plus anciennes sont les figures d'animaux en bois réalisées par Endel Taniloo pendant ses années d'école et le nu féminin allongé "Pallase" (1943-1944). 
L'exposition comprend un aperçu de l'ensemble de l'œuvre de l'artiste (sculptures, dessins, dessins, installations), dont entre autres,  une série de masques en granit "Invités de pierre", des dessins de monuments, par exemple le dessin du monument Friedrich Reinhold Kreutzwald à Kadriorg, la conception du monument "Reine et le petit roi", la conception d’"Une pierre pour un enseignant", situé en face du Séminaire des professeurs universitaires de Tartu , la conception du "cheval champion" à Lunja, qui glorifie l'importance du cheval. 
Du nouveau millénaire, vient une série d'installations, telles que "L'histoire du tissu", "L'histoire du pêcheur", "L'histoire de la mer", entre-autres.

### Maison
Le musée est situé dans l'ancien logement du sculpteur dans une maison construite en 1811 par les peintres germano-baltes von Kügelgen. 
À la fin du XIXe siècle, la peintre Sally von Kügelgen (et), fille de Konstantin von Kügelgen (et), est née dans cette maison. 
Endel Taniloo a emménagé dans cette maison avec sa famille en 1939, alors qu'il avait 16 ans,.